# Isidor Boix i Lluch
Isidor Boix i Lluch Barcelona (1939). És un sindicalista i polític català. Fou un destacat dirigent del PSUC durant els anys 70.

## Biografia
Nascut a Barcelona el 25 de desembre de 1939, És fill del pedagog Isidor Boix i Chaler, i de la mestra Joaquima Lluch i Angelet, i germà del també sindicalista i polític Joaquim Boix Lluch. Estudia a l'Escola Tècnica Superior d'Enginyers Industrials de la Universitat de Barcelona d'on és llicenciat en Enginyeria Industrial. Posteriorment es llicenciarà en Dret en la mateixa universitat.

## Trajectòria política durant el franquisme[1]
Durant els seus estudis universitaris serà Secretari de la Cambra de Facultat del Sindicat Espanyol Universitari (SEU) a l'Escola d'Enginyers (1957-1958), participant com a tal en el Congrés del SEU de Tarragona de 1958. Membre del Comitè (clandestí) inter facultats de la Universitat de Barcelona (precursor del Sindicat Democràtic d'Estudiants de la Universitat de Barcelona SDEUB). Va ingressar en el Moviment Socialista de Catalunya (MSC) el 1957. Però l'any següent, abandona aquest partit i ingressa al Partit Socialista Unificat de Catalunya (PSUC) en el període de realització de la “Jornada de Reconciliació Nacional” i de la “Vaga Nacional Pacífica”. Per les seves activitats polítiques s'haurà d'exiliar en 1961, primer nou mesos a París, des de 1962 a la República Democràtica Alemanya on s'estarà dos anys. Cal tenir en compte que Isidor Boix apareix en el llistat dels 462 catalans més vigilats per la policia franquista.
Retorna a Catalunya el 1964, en el moment de la fundació de les Comissions Obreres a la parròquia de Sant Medir. Treballarà en empreses com Lámparas Z, Siemens, Banco Urquijo, i Solvay, desenvolupant la seva militància en el sindicat fins a l'Estat d'excepció de 1969; després del qual, del 1969 al 1975, va estar vivint clandestinament a Barcelona, amb "ordre de crida i cerca" per la policia franquista. En aquests anys va desenvolupar una activitat exclusivament política des de la clandestinitat, i és responsable d'organització del Comitè de Barcelona del PSUC i responsable polític d'aquest partit a la SEAT. Conegut amb el nom de guerra d”'Ignasi Bruguera”, va esdevenir responsable del moviment obrer dins del Comitè Executiu del PSUC, on restarà fins al 1976. Alhora l'any 1971 va ser nomenat membre del Comitè Central del Partit Comunista d'Espanya (PCE), on romandrà fins al 1977. Va ser un dels dirigents que negocià l'entrada de Bandera Roja de Catalunya al partit. Més tard des d'un dels càrrecs de més responsabilitat en un partit de la classe obrera i en el marc de l'antifranquisme català, Isidor Boix participà de ple en els dos grans debats que es van viure en el si del moviment obrer entre el darrer franquisme i la transició democràtica. En el primer, de caràcter més polític i derivat de la vaga de la SEAT de l'any 1975, defensava la possibilitat i la necessitat d'estendre la vaga a la resta del moviment obrer per convertir-la en una vaga general que hauria de desembocar en la caiguda de la dictadura. Aquest debat el va acabar enfrontant amb Cipriano García i Josep Lluís López Bulla dos dirigents històrics del PSUC. En el segon, relacionat amb el primer però de caràcter més sindical, el va portar a defensar, juntament amb Albert Fina i Sanglas i Montserrat Avilés i Vila, del despatx advocats laboralistes amb qui es va vincular professionalment, i part dels dirigents obrers del Baix Llobregat, la necessitat de bastir el nou sindicat obrer en democràcia a partir de les posicions assolides en l'aparell dels sindicats verticals. Arribarà a escriure juntament amb Manel Pujades el llibre “Conversaciones sindicales con dirigentes obreros” on defensava les seves tesis. La resta de dirigents de Comissions Obreres i la majoria del Comitè Central del PSUC defensaven la continuïtat del sindicat com organització pròpia, i sols a partir d'aquesta organització convocar un congrés d'unitat sindical ja en democràcia. El debat portat al límit finalitzà en ser Isidor Boix, rellevat de les seves responsabilitats en el Comitè Executiu i del Secretariat del Comitè Central del PSUC i posteriorment, en persistir en les seves posicions, ser expulsat del Partit en gener de 1976.

## L'època democràtica
Un cop celebrades les primeres eleccions democràtiques, Isidor Boix ingressarà en el 1978 al
PSC-Congrés i després al Partit dels Socialistes de Catalunya on serà al Consell Federal. Del 1978 al 1980 va treballar com a assessor de la UGT de Catalunya.
El 1980, però, reingressarà al PSUC en el moment que aquest partit iniciava el seu declivi i procés d'autodestrucció culminat l'any 1982. Tornarà, en aquest període, a treballar al despatx d'advocats laboralista Albert Fina-Montserrat Avilès del 1980-1982.
Isidor Boix va continuar al sindicalisme ara ja com "alliberat" de Comissions Obreres l'any 1982. Primer a la Unió Comarcal del Baix Llobregat, després en la Federació del Metall de Comissions Obreres de Catalunya. Des del 1989 a la Federación de Industrias Textil-Piel, Químicas y Afines de Comisiones Obreras (FITEQA-CCOO) a Madrid, on va ser Secretari d'Acció Sindical i Negociació Col·lectiva des de 1989 fins a 2005. El 2013 era Secretari d'Acció Sindical Internacional d'aquesta federació.
i també Director del seu Departament de RSE/RSC. Des del 2009 és Director de l'Observatori "Sindicalisme en la Globalització" de la Fundació Primero de Mayo, Centro Sindical de Estudios, i collabora des del 2005 amb la Revista Gaceta Sindical, reflexión y debate, etc. Isidor Boix té abundant producció escrita relacionada amb temes sindicals, responsabilitat social de les empreses i globalització.